# Famille von Knorring
La famille von Knorring (Кнорринг en russe) est une famille noble germano-balte originaire d'Allemagne. Elle donna à l'Empire russe de nombreux généraux et conseillers d'État. Ils sont chevaliers de Courlande, et à partir de 1620, barons.

## Personnalités
- Heinrich VI Knorr (~1565-), seigneur de Pädaste, époux de Gertruda von Vietinghoff.
- Andres Knorr, fils du précédent, colonel (oberst).
- Johann IV Knorr (~1595-), châtelain de Keedika (Keedika mõisa), officier au service de Jacob De La Gardie. Époux d'Elisabeth Lode, frère du précédent.
- Johannes Knorr(e) reçoit du roi Frédéric II de Danemark en 1566 un domaine sur l'île de Muhu.
- Franz von Knorring (~1627-1694), officier, surintendant du commandant de Nyenskans. Époux d'Anna Katrina von Cronmanniga.
- Franz von Knorring (~1600–1680), colonel (ooberst), commandant du régiment « Hämeenlinna » (1647), commandant de Narva à partir de 1661 ; époux de Catharina Schütziga.
- baron Gotthard Johann von Knorring (1744–1825), General der Infanterie russe, commandant en chef des armées de Finlande (1808-1809).
- baron Carl Heinrich von Knorring (1746–1820), lieutenant général russe et gouverneur de Géorgie (1801–1803). Frère du précécédent.
- baron Otto Wilhelm von Knorring (1759—1812), major-général russe. Frère du précécédent.
- baron Karl von Knorring (1774—1817), major-général russe.
- baron Wladimir Karlowitsch von Knorring (1784–1864), général russe de cavalerie.
- Jakob Johann Wilhelm von Knorring (1789-1862), général russe, Conseiller d'État, seigneur de Paslepa.
- Sophie von Knorring (1797–1848), romancière suédoise.
- Karl Gotthard von Knorring (1823–1871), ambassadeur au Portugal et aux Pays-Bas, seigneur de Keedika.
- baron Ludwig von Knorring (1859–1931), chambellan, diplomate, secrétaire à l'ambassade de Berlin, ministre-résident à Darmstadt et à Cobourg-Gotha.
- Johann Jakob von Knorring (1803-1880), major-général russe, conseiller d'État.
- Nadejda von Knorring (ru) (1826-1895), dite Nadine, fille du col. Johann Reinhold v. K., épouse en premières noces du prince Narychkine, puis d'Alexandre Dumas fils dont elle a deux filles, Colette et Jeannine.
- baron Egolf von Knorring (1856-1930), conseiller d'État.
- baron Wladimir Romanowitsch von Knorring (1861–1938), général russe.
- baron Nicolas von Knorring (Кнорринг, Николай Николаевич ) (1880-1967), historien et critique russe.
- Anton von Knorring (1853-1926), gouverneur du comté de Mikkel (1905-1909).
- Olga von Knorring (1887-1978), première femme botaniste à avoir parcouru plus de soixante fois l'Asie centrale (connue comme O.E. Knorring), épouse du géographe et explorateur Sergueï Neoustrouïev (1874-1928), académicienne soviétique.
- baron Gustav von Knorring (1894-1989), officier impérial russe de cavalerie, procureur militaire de la république d'Estonie.
- baron Helge von Knorring (1897–1985), ambassadeur de Finlande.
- Irina Nikolaïevna von Knorring (Кнорринг, Ирина Николаевна ) (1906-1943), poétesse russe.
- Oleg von Knorring (1915-1994), professeur de gemmologie à l'université de Leeds en Angleterre. Un type de grenat est nommé en son hommage : la Knorringite (Mg3Cr2[SiO4]3).
- Georg von Knorring (1926-2007), chef d'orchestre.
- Göran von Knorring (°1944), historien et écrivain.